# High Standard Derringer
A High Standard Derringer foi introduzida pela High Standard Manufacturing Company em 1962; foi uma mudança notável no design das derringers com soluções inovadoras.

## Histórico
O modelo original (D-100), foi produzido de 1962 a 1967 em .22 LR apenas em acabamento azulado. Em 1969, os modelos atualizados: D-101 (em .22 LR) e DM-101 (em .22 Magnum) foram lançados em acabamento azulado, níquelado, prateado e dourado.
Na década de 1980, a High Standard Firearms entrou em problemas financeiros e interrompeu a produção das derringers em 1984. A "Benjamin Johnson Technologies" aumentou as dimensões do design, em uma arma de bolso no calibre .38 Special conhecida como "DA38 Derringer". Em 1990, o projeto foi adquirido pela American Derringer.

## Características
Como essas derringers eram de fogo circular, a High Standard podia fabricá-las com um perfil muito estreito e plano. Eram comuns coldres estilo "carteira" para essas pistolas, inclusive com furos na região do gatilho para que pudessem ser disparadas sem tirar do coldre.

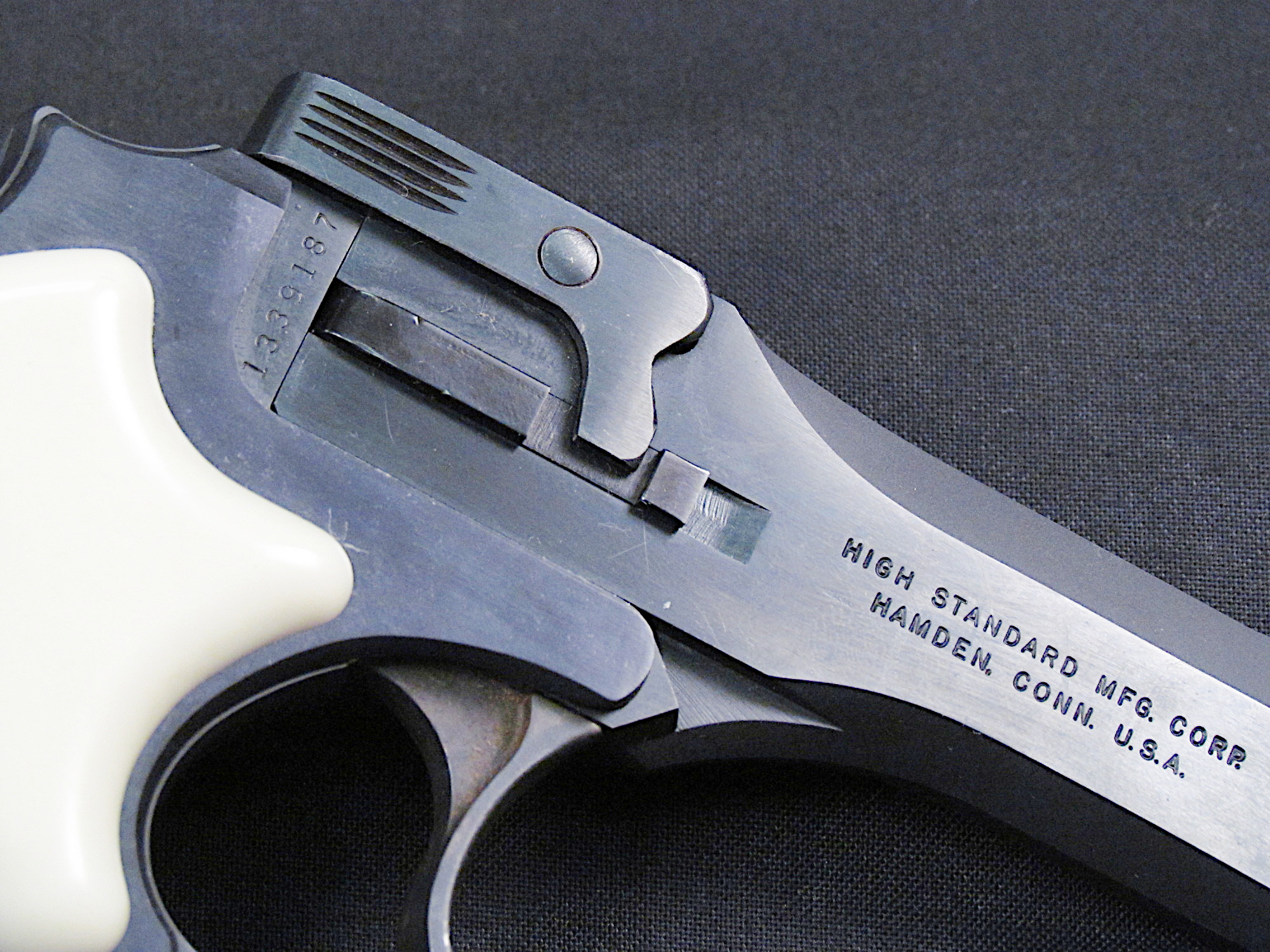
Detalhes de uma High Standard Derringer.

As miras são rudimentares, com uma pequena lâmina na dianteira e um entalhe simples na traseira; o gatilho é robusto ao estilo "Western", e não há guarda-mato.
A High Standard eliminou a necessidade de engatilhar o cão antes de cada tiro, tornando esta uma das derringers mais rápidas para sacar e atirar em um único movimento. Eles fizeram isso tornando-a de dupla ação apenas (DAO), ou seja, apertando o gatilho tanto arma o pino de disparo interno quanto o libera logo em seguida; para manter alguma segurança, o peso do gatilho era bastante alto.